# Kane (Illinois)
Kane – wieś w USA, w stanie Illinois, w hrabstwie Greene. Według spisu z 2000 roku wioskę zamieszkuje 459 osób.

## Geografia
Wioska zajmuje powierzchnię 1,4 km², całą powierzchnię stanowi ląd.

## Demografia
Według spisu z 2000 roku wioskę zamieszkuje 459 osób skupionych w 174 gospodarstwach domowych, tworzących 128 rodzin. Gęstość zaludnienia wynosi 328,2 osoby/km². W wiosce znajdują się 185 budynki mieszkalne, a ich gęstość występowania wynosi 132,3 mieszkania/km². Wioskę zamieszkuje 98,47% ludności białej, 0,22% stanowią rdzenni Amerykanie, 0,22% stanowią Azjaci i 1,09% stanowią ludzie wywodzący się z dwóch lub więcej ras. Hiszpanie lub Latynosi stanowią 0,22% populacji.
W wiosce są 174 gospodarstwa domowe, w których 36,8% stanowią dzieci poniżej 18 roku życia żyjących z rodzicami, 60,9% stanowią małżeństwa, 9,8% stanowią kobiety nie posiadające męża oraz 25,9% stanowią osoby samotne. 23% wszystkich gospodarstw domowych składa się z jednej osoby oraz 12,1% żyjących samotnie ma powyżej 65 roku życia. Średnia wielkość gospodarstwa domowego wynosi 2,64 osoby, natomiast rodziny 3,09 osoby. 
Przedział wiekowy kształtuje się następująco: 26,1% stanowią osoby poniżej 18 roku życia, 9,6% stanowią osoby pomiędzy 18 a 24 rokiem życia, 32% stanowią osoby pomiędzy 25 a 44 rokiem życia, 20,3% stanowią osoby pomiędzy 45 a 64 rokiem życia oraz 12% stanowią osoby powyżej 65 roku życia. Średni wiek wynosi 34 lat. Na każde 100 kobiet przypada 96,2 mężczyzn. Na każde 100 kobiet powyżej 18 roku życia przypada 101,8 mężczyzn.
Średni dochód dla gospodarstwa domowego wynosi 28 125 dolarów, a dla rodziny wynosi 31 250 dolarów. Dochody mężczyzn wynoszą średnio 25 938 dolarów, a kobiet 18 125 dolarów. Średni dochód na osobę w mieście wynosi 11 325 dolarów. Około 10% rodzin i 11,8% populacji miasta żyje poniżej minimum socjalnego, z czego 15,5% jest poniżej 18 roku życia i 5,9% powyżej 65 roku życia.